# Asproleria albituberculata
Asproleria albituberculata – gatunek kosarza z podrzędu Laniatores i rodziny Podoctidae. Jedyny znany przedstawiciel monotypowego rodzaju Asproleria.